# Johan Conrad Schuchardt
Johan Conrad Schuchardt (1764 – 5. oktober 1819 i Viborg) var en dansk generalkrigskommissær og godsejer.
Han var søn af landmåler Adolph Christopher Johann Conrad Schuchardt (ca. 1723-1794) og blev officer i kavaleriet. Schuchardt var kendt som en af sin tids største "herregårdsslagtere" og ejede bl.a. 1801-07 Nøragergård, som han opdelte i to gårde, og Villestrup (medejer fra 1814). 1797-1800 var deltager i et konsortium, som ejede Ørndrup. 1805 købte han Grauballegård og Allinggård, som han udstykkede. Også i sin ejertid af Vindum Overgård afhændede han bøndergodset. 1804 var han kort tid medejer af Gunderstedgaard og Gettrup, og 1805 ejede han kort tid Refsnæs. 1806-12 ejede han Dronninglund sammen med Poul Marcussen. Også Skivehus og Testrupgård var i hans besiddelse.
Han var gift med Andrea Elisabeth Dorothea Ring (1776 - 17. august 1816 i Viborg).